# لاري كلافيير
لاري كلافيير (بالفرنسية: Larry Clavier)‏ هو لاعب كرة قدم فرنسي في مركز الوسط، ولد في 9 يناير 1981 في بوندي في فرنسا. شارك مع منتخب غوادلوب لكرة القدم. أما مع النوادي، فقد لعب مع راسينغ كولومب ونادي أنجيه ونادي راتشابوري ميتر فول.

## وصلات خارجية
- لاري كلافيير على موقع قاعدة بيانات كرة القدم.إي يو (الإنجليزية)
- لاري كلافيير على موقع ناشيونال فوتبول تيمز (الإنجليزية)
- لاري كلافيير على موقع Soccerway.com (الإنجليزية)